# Coca de Alba
Coca de Alba ist ein kleiner Ort und eine westspanische Gemeinde (municipio) mit 95 Einwohnern (Stand: 2024) in der Provinz Salamanca in der Autonomen Gemeinschaft Kastilien-León.

## Lage
Coca de Alba liegt etwa 26 Kilometer ostsüdöstlich von Salamanca in einer Höhe von ca. 835 m am Río Margañán.

## Bevölkerungsentwicklung
| Jahr      | 1900 | 1950 | 1960 | 1970 | 1981 | 1991 | 2001 | 2011 | 2021 |
| Einwohner | 236  | 261  | 272  | 232  | 208  | 203  | 156  | 110  | 106  |

## Sehenswürdigkeiten
- Johanniskirche (Iglesia de San Juan Ante Portam Latinam)

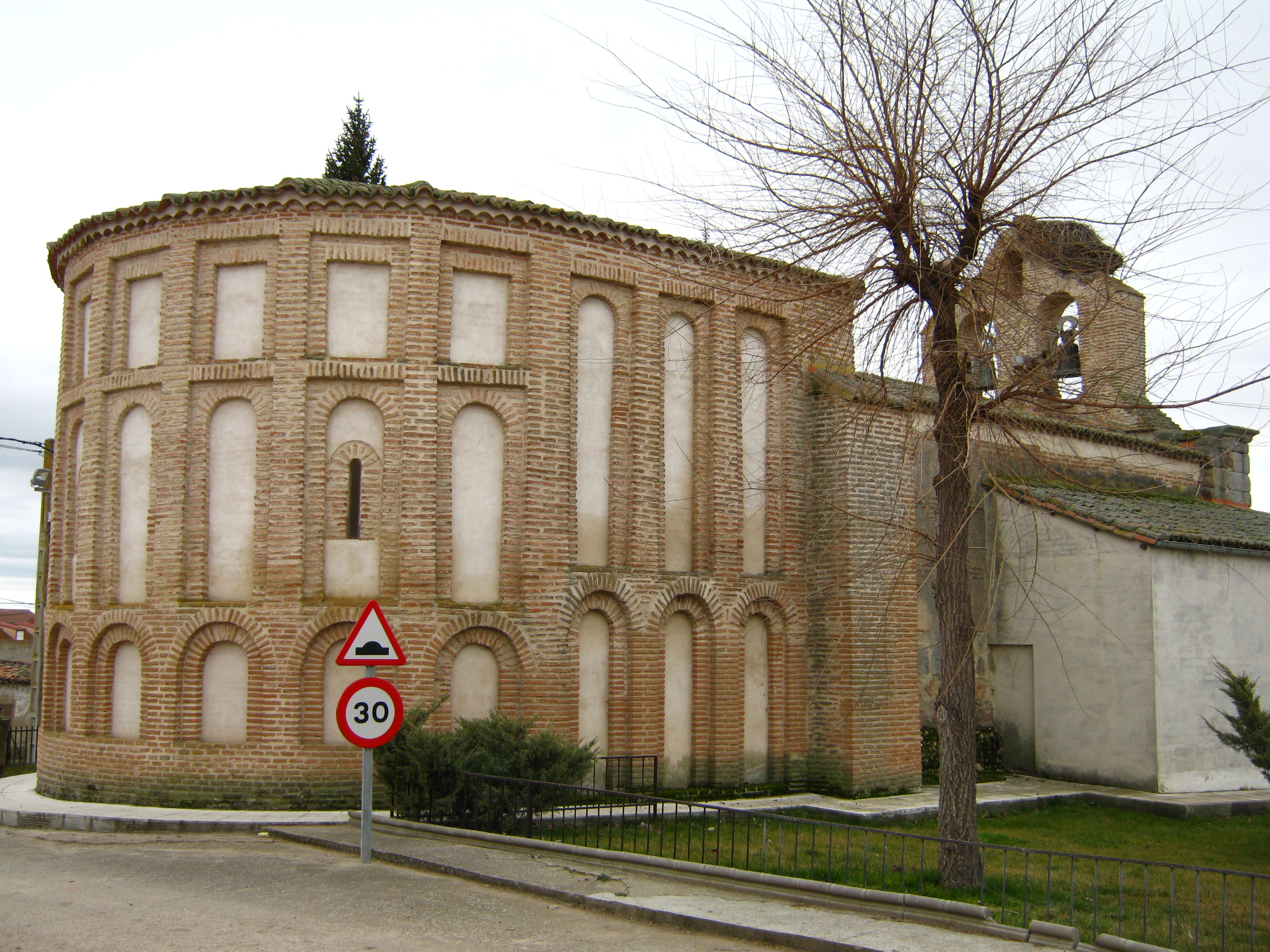
Johanniskirche
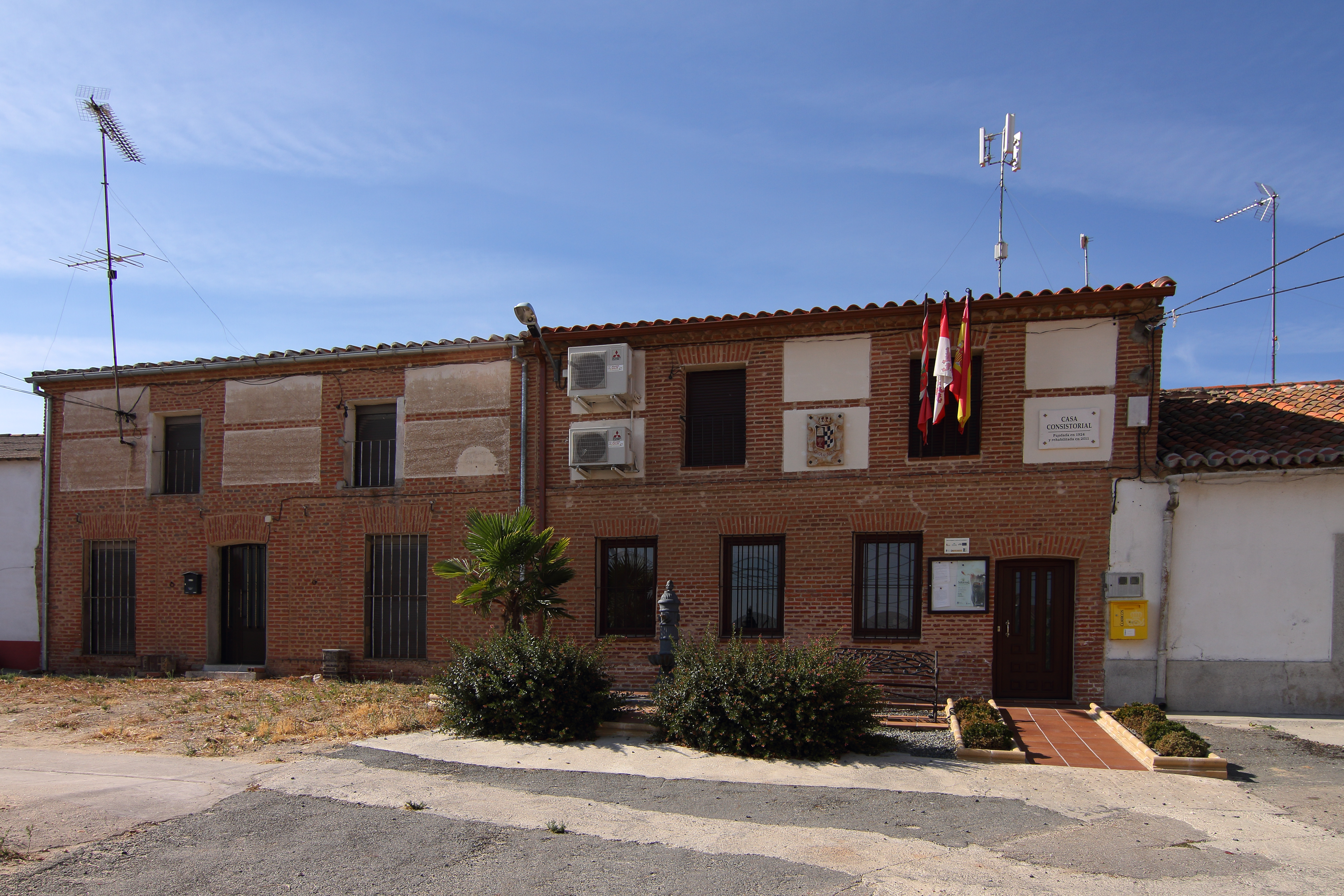
Rathaus

## Persönlichkeiten
- Gaspar Astete (1537–1601), Jesuit und Katechist